# 讃美歌 (1931年版)
讃美歌 (1931年版)(さんびか1931ねんばん)は1903年出版の讃美歌 (1903年版)を改訂したもので、讃美歌 (1954年版)の出版まで、20年以上にわたって日本のキリスト教会で使用された。
1927年から、予備調査を行い、1928年から改訂作業を行った。音楽主査、木岡英三郎、別所梅之助、藤本伝吉、三輪源造、中山昌樹、由木康などの十人が常任委員として実務を行い1931年に発表した。
604篇の賛美歌を収録し、35篇の交読文を付けている。
特徴は、古典的、近代的歌曲を増やして、ヨーロッパの曲を加えた。日本人の創作を採用した。